# Sister (utwór muzyczny Sergio Quisquatera)
Sister (nider. Meisjes) – utwór belgijskiego wokalisty Serge'a Quisquatera i zespołu The Ladies, napisany przez Marca i Dirka Paelincków, nagrany oraz wydany w 2002, umieszczony na debiutanckiej płycie projektu Sergio & The Ladies pt.Road to Freedom. Za miks utworu odpowiedzialny był Filip Heurckmans.
Utwór reprezentował Belgię podczas 47. Konkursu Piosenki Eurowizji w 2002, wygrywając głosami telewidzów (330 140 głosów) oraz komisji jurorskiej finał krajowych eliminacji, w którym pokonał 27 innych kompozycji, wyselekcjonowanych spośród 80 propozycji nadesłanych do siedziby publicznej telewizji VRT. Piosenka była głównym faworytem telewidzów do zwycięstwa jeszcze przed rozpoczęciem koncertu finałowego. Po finale selekcji powstała niderlandzkojęzyczna wersja utworu, „Meisjes” 25 maja utwór został zaprezentowany w finale Eurowizji 2002 w anglojęzycznej wersji językowej i otrzymał 33 punkty, zajmując 15. miejsce. Na scenie Quisquaterowi towarzyszył żeński chórek The Ladies w składzie: Ibernice Macbean, Jody Pijper i Ingrid Simons, gitarzysta Rick Aerts i perkusista Walter Mets.

## Lista utworów
CD Single
1. „Sister” – 2:45
2. „Meisjes” – 2:45

## Notowania na listach przebojów
| Kraj              | Lista (2002)        | Najwyższe miejsce |
| ----------------- | ------------------- | ----------------- |
| Belgia (Flandria) | Ultratop 50 Singles | 3                 |